# Grabów nad Prosną (stacja kolejowa)
Grabów nad Prosną – zamknięta stacja kolejowa w Grabowie nad Prosną, w woj. wielkopolskim, w Polsce.